# Трибань
Трибань (хорв. Tribanj) — населений пункт у Хорватії, в Задарській жупанії у складі громади Стариград.

## Населення
Населення за даними перепису 2011 року становило 267 осіб.
Динаміка чисельності населення поселення:

## Клімат
Середня річна температура становить 12,95 °C, середня максимальна – 26,51 °C, а середня мінімальна – -0,51 °C. Середня річна кількість опадів – 1002 мм.
| Клімат поселення                              | Клімат поселення | Клімат поселення | Клімат поселення | Клімат поселення | Клімат поселення | Клімат поселення | Клімат поселення | Клімат поселення | Клімат поселення | Клімат поселення | Клімат поселення | Клімат поселення | Клімат поселення |
| Показник                                      | Січ.             | Лют.             | Бер.             | Квіт.            | Трав.            | Черв.            | Лип.             | Серп.            | Вер.             | Жовт.            | Лист.            | Груд.            |                  |
| Середній максимум, °C                         | 8,41             | 9,19             | 11,72            | 15,47            | 20,94            | 25,09            | 26,51            | 26,26            | 21,66            | 17,39            | 12,28            | 9,13             |                  |
| Середня температура, °C                       | 3,96             | 4,71             | 7,26             | 11,01            | 16,46            | 20,63            | 22,86            | 22,60            | 18,01            | 13,74            | 8,63             | 5,47             |                  |
| Середній мінімум, °C                          | −0,51            | 0,24             | 2,79             | 6,55             | 12,02            | 16,16            | 19,21            | 18,95            | 14,36            | 10,09            | 4,97             | 1,82             |                  |
| Норма опадів, мм                              | 81               | 72               | 75               | 80               | 75               | 66               | 40               | 59               | 109              | 118              | 123              | 104              |                  |
| Середньомісячна швидкість вітру, м/с          | 3.01             | 3.11             | 3.24             | 3.09             | 2.71             | 2.52             | 2.54             | 2.46             | 2.69             | 2.85             | 3.37             | 3.32             |                  |
| Середньомісячна сонячна радіація, кДж/м²·день | 4792             | 7560             | 11059            | 15813            | 20038            | 22042            | 23973            | 20670            | 15198            | 9697             | 5212             | 4037             |                  |
| --------------------------------------------- | ---------------- | ---------------- | ---------------- | ---------------- | ---------------- | ---------------- | ---------------- | ---------------- | ---------------- | ---------------- | ---------------- | ---------------- | ---------------- |
| Джерело:                                      |                  |                  |                  |                  |                  |                  |                  |                  |                  |                  |                  |                  |                  |